# منتخب سريلانكا لكأس ديفيز
منتخب سريلانكا لكأس ديفيز هو ممثل سريلانكا الرسمي في كرة المضرب في كأس ديفيز
. تأسس في 1953.